# 王鳴鶴
王鳴鶴（16世紀—17世紀），字羽卿，遼東都司海州衛籍，南直隸淮安府山陽县人，明朝軍事人物。

## 生平
王鳴鶴祖先是鹿邑人，住在山陽，世襲海州守御所正千戶最初於海州學讀書，承襲正千戶後中萬曆十年（1582年）的武舉人，十四年（1586年）成武進士，獲授淮安衛指揮同知，升任湖廣鄖襄守備，再因撫平鄖陽軍變有功，升為湖廣行都司僉事；之後他在兵部考選將材取得第一名升為陝西游擊，再擢任甘肅永昌參將。
哱拜叛變，王鳴鶴防守固原，驅離敵軍出塞，升貴州清浪參將，出征播州的楊應龍多次勝利；又出征水苗，掃平巴梁、鬼計等十九塞，出征樂平斬殺阿禮生。升為狼山副總兵，擒拿大盜陳忠，改管婺川、偏橋、騰沖諸參將事時都有功勞；擢任五軍營左副將，歷升廣西掛印總兵官，晉任驃騎將軍、南京右府都督僉事。
王鳴鶴雖然習武，也擅長吟詠，詩篇清麗，有《登壇必究》若干卷流傳。

## 引用
1. 1 2  乾隆《淮安府志·卷二十二·人物》：王鳴鶴，字羽卿。其先鹿邑人，居山陽，世襲海州守御所正千戶。初為海州儒學生，既承襲，遂中萬曆壬午武舉，丙戌武進士，授淮安衛指揮同知，升湖廣鄖襄守備。撫定鄖陽軍變有功，升湖廣行都司僉事。兵部考選天下將材第一，升陝西游擊，尋升甘肅永昌參將。哱賊勾西人內訌，防守固原，逐賊出塞。升貴州清浪參將，徵播州楊應龍，屢獲全勝。又徵邛水苗，蕩平巴梁、鬼計等十九塞。徵樂平，斬阿禮生等。升狼山副總兵，擒江洋大盜陳忠等。又改管婺川、偏橋、騰沖諸參將事，皆斬獲有功。升五軍營左副將，歷升廣西掛印總兵官，晉驃騎將軍、南京右府都督僉事。鳴鶴橐鞬之餘，不廢吟詠，詩篇清麗居然勝流。所著有《登壇必究》若干卷。按：鳴鶴雖籍海州，實世居山陽，所著《登壇必究》一書，自署為“淮陰王鳴鶴”，可證也。